# Oscar Wergeland (general)
 For alternative betydninger, se Oscar Wergeland. (Se også artikler, som begynder med Oscar Wergeland)
Joseph Frantz Oscar Wergeland (født 17. november 1815 i Kristiansand, Norge, død 19. august 1895 sammesteds) var en norsk militær, søn af Nicolai Wergeland og broder til Henrik Wergeland og Camilla Collett.
Wergeland blev officer 1834, tjenstgjorde i Norske Jægerkorps og i Generalstaben, indtil han fra 1857 af knyttedes til Kristiansandske Brigade, fra 1868 som oberst og 1880 som generalmajor; fra denne stilling tog han
afsked 1894.
Wergeland var en ivrig idrætsmand; i tale og skrift tog han ordet for skiløbs betydning for landforsvaret og for organiserede skiløberafdelinger. Som korttegner præsterede han i sine arbejder over Kristians Amt det bedste, som hidtil var ydet i sit slags i Norge.
Længst vil mindet om ham holde sig i selve Kristiansands omegn, hvis nøgne udseende og golde omgivelser han helt forandrede gennem anlæg af parker, plantning af alleer og regulering af vandløb.